# 벨라 아흐마둘리나

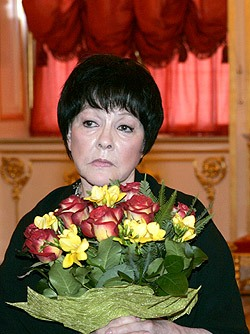

벨라 아흐마둘리나(러시아어: Бе́лла (Изабе́лла) Аха́товна Ахмаду́лина, 1937년 4월 10일 ~ 2010년 11월 29일)는 소비에트, 러시아의 시인, 작가, 번역가이다.

## 개요
안드레이 보즈네센스키, 불라트 오쿠자바, 그리고 예브게니 옙투셴코와 더불어 러시아 최고의 원로 시인 네 명 가운데 한 명이다. 이들은 모두 1960년대 ‘새로운 물결’을 타고 등장한 시인들이다. 보즈네센스키가 전위파 시인으로, 오쿠자바가 음유 시인으로, 또 통기타 가수로, 그리고 옙투셴코가 저항 시인으로 인기와 명성을 얻고 있을 때, 아흐마둘리나는 배우로, 시나리오 작가로, 그리고 다재다능한, 문자 그대로 탤런트 시인으로서 인기를 얻었다. 보즈네센스키의 실험시나 옙투셴코의 참여시와는 대조적으로 아흐마둘리나는 서정성 짙은 여성 특유의 섬세한 시로 1960년대부터 지금까지 꾸준한 인기를 누리고 있다.

## 생애
벨라 아흐마둘리나는 1937년 모스크바의 중류 가정에서 태어났다. 그녀의 몸속에는 몽골인과 이탈리아계 러시아인의 피가 흐르고 있어 젊은 날의 모습은 동양 미인을 연상케 한다. 1954년 그녀는 열일곱의 어린 나이에 시인 옙투셴코와 결혼했다. 고리키 문예전문대학을 다니던 1959년에는 파스테르나크 비판에 참여하지 않았다는 이유로 퇴학을 당했으나, 그 후 복학하여 1960년에야 졸업을 한다. 그녀는 작가동맹 회원증을 얻는 데 상당한 어려움을 겪게 된다. 많은 시의 번역, 특히 그루지야 번역시의 탁월성을 인정받아 겨우 작가동맹 회원이 된 이후부터 그녀는 자기 작품을 발표할 수 있었다. 1962년에 그녀의 첫 시집인 ≪현악기≫(1961)가 발표되었는데, 이 시집은 사랑, 영감의 문제, 과거 등 다양한 테마를 다룬 간결한 서정시로 좋은 평을 얻었다. 이 시기에 그녀는 유명한 단편소설 작가 유리 나기빈과 함께 그의 작품인 ＜맑은 샘＞을 시나리오로 개작하는 일을 하다가 그와 재혼하게 되었다. 1963년에는 그녀의 첫 번째 장시 ＜비 이야기＞의 일부가 문예지 ＜그루지야＞에 발표되었고, 다른 한 편의 장시 ＜나의 가문＞(1964)이 잡지 ＜청춘＞에 발표되었다. 그 이후로 그녀는 시 창작보다는 시 번역에 더 열중했으며, 이 때문에 두 번째 시집 ≪음악 수업≫(1969)에서는 새로운 창작시를 찾아보기가 힘들었다. 그러나 1970년에 들어와 다시 적극적으로 문학 활동을 하면서 12월에 시인 파벨 안토콜스키와 함께 작가들이 즐겨 찾는 ‘모스크바 우정의 집’에서 저녁 시 낭송회를 열었다. 그 후 계속해서 그녀는 ≪시≫(1975), ≪촛불≫(1977), ≪그루지야의 꿈≫(1977), ≪눈보라≫(1977), ≪비밀≫(1983) 등 많은 시집을 꾸준히 발표해 왔다.